# Mieke Kröger
Mieke Kröger (Bielefeld, 18 luglio 1993) è una ciclista su strada e pistard tedesca. Passista, su strada ha vinto il titolo mondiale 2015 nella cronometro a squadre e quello 2021 nella staffetta mista a squadre, mentre ai campionati europei è stata medaglia d'oro a cronometro Under-23 nel 2014 e 2015, e nella staffetta mista a squadre nel 2020. Su pista ha invece vinto il titolo olimpico 2020, il titolo mondiale 2021 e i titoli europei 2021 e 2022 nella specialità dell'inseguimento a squadre, e il titolo europeo 2022 nell'inseguimento individuale.

## Palmarès

### Strada
- 2010 (Juniores)

Campionati tedeschi, Prova a cronometro Juniores
- 2011 (Juniores)

Campionati tedeschi, Prova in linea Juniores
Campionati tedeschi, Prova a cronometro Juniores
- 2012 (Elite, Vita Classica)

Sparkassen Giro Bochum
- 2014 (Futurumshop.nl-Zannata, una vittoria)

Campionati europei, Prova a cronometro Under-23 (con la Nazionale tedesca)
- 2015 (Velocio-SRAM, due vittorie)

Campionati tedeschi, Prova a cronometro
Campionati europei, Prova a cronometro Under-23 (con la Nazionale tedesca)
- 2016 (Canyon-SRAM Racing, una vittoria)

Campionati tedeschi, Prova in linea
- 2019 (Team Virtu Cycling, cinque vittorie)

2ª tappa Healthy Ageing Tour (Surhuisterveen > Surhuisterveen)
2ª tappa, 1ª semitappa Gracia-Orlová (Havířov > Havířov)
4ª tappa Gracia-Orlová (Orlová > Orlová)
2ª tappa Giro del Belgio (Moorslede > Dadizele)
Classifica generale Giro del Belgio
- 2023 (Human Powered Health, una vittoria)

Campionati tedeschi, Prova a cronometro
- 2024 (una vittoria)

Campionati tedeschi, Prova a cronometro

#### Altri successi
- 2015 (Velocio-SRAM)

Campionati del mondo, Cronometro a squadre
- 2020 (Hitec Products-Birk Sport)

Campionati europei, Staffetta mista (con la Nazionale tedesca)
- 2021 (Team Coop-Hitec Products)

Campionati del mondo, Staffetta mista (con la Nazionale tedesca)
- 2024

Großer Preis der Sparkasse Neuss
Volksbank Giro 2. Tag

### Pista
- 2011 (Juniores)

Campionati tedeschi, Inseguimento individuale Juniores
Campionati del mondo Juniores, Inseguimento individuale
- 2012 (Elite)

Campionati tedeschi, Inseguimento individuale
- 2013 (Elite)

Campionati tedeschi, Omnium
- 2014 (Elite)

Campionati europei Juniores & U23, Inseguimento individuale Under-23
- 2015 (Elite)

Campionati tedeschi, Inseguimento individuale
- 2021 (Elite)

Giochi olimpici, Inseguimento a squadre (con Franziska Brauße, Lisa Brennauer e Lisa Klein)
Campionati europei, Inseguimento a squadre (con Franziska Brauße, Lisa Brennauer, Laura Süßemilch e Lena Charlotte Reißner)
Campionati del mondo, Inseguimento a squadre (con Franziska Brauße, Lisa Brennauer e Laura Süßemilch)
- 2022 (Elite)

1ª prova Coppa delle Nazioni, Inseguimento a squadre (Glasgow, con Franziska Brauße, Lisa Klein e Laura Süßemilch)
1ª prova Coppa delle Nazioni, Inseguimento individuale (Glasgow)
Campionati europei, Inseguimento a squadre (con Franziska Brauße, Lisa Brennauer e Lisa Klein)
Campionati europei, Inseguimento individuale

## Piazzamenti

### Grandi Giri
- Giro d'Italia

2015: non partita (6ª tappa)

### Competizioni mondiali
- Campionati del mondo su strada

Offida 2010 - Cronometro Junior: 8ª
Offida 2010 - In linea Junior: 26ª
Copenaghen 2011 - Cronometro Junior: 3ª
Copenaghen 2011 - In linea Junior: 48ª
Ponferrada 2014 - Cronometro Elite: 4ª
Richmond 2015 - Cronosquadre: vincitrice
Richmond 2015 - Cronometro Elite: 19ª
Doha 2016 - Cronosquadre: 2ª
Doha 2016 - In linea Elite: 72ª
Bergen 2017 - Cronosquadre: 4ª
Innsbruck 2018 - Cronosquadre: 6ª
Yorkshire 2019 - Staffetta mista: 2ª
Imola 2020 - Cronometro Elite: 8ª
Imola 2020 - In linea Elite: 99ª
Fiandre 2021 - Staffetta mista: vincitrice
Wollongong 2022 - Cronometro Elite: 12ª
Wollongong 2022 - Staffetta mista: 4ª
Wollongong 2022 - In linea Elite: ritirata
Glasgow 2023 - Cronometro Elite: 18ª
- Campionati del mondo su pista

Mosca 2011 - Inseg. indiv. Junior: vincitrice
Minsk 2013 - Inseguimento individuale: 12ª
Minsk 2013 - Inseguimento a squadre: 6ª
Cali 2014 - Inseguimento a squadre: 8ª
St. Quentin-en-Yv. 2015 - Inseg. individuale: 10ª
St. Quentin-en-Yv. 2015 - Inseg. a squadre: 7ª
Londra 2016 - Inseguimento individuale: 5ª
Londra 2016 - Inseguimento a squadre: 10ª
Roubaix 2021 - Inseg. a squadre: vincitrice
Roubaix 2021 - Inseg. individuale: 3ª
St. Quentin-en-Yv. 2022 - Inseg. a squadre: 6ª
St. Quentin-en-Yv. 2022 - Inseg. individuale: 4ª
Glasgow 2023 - Inseg. a squadre: 7ª
Ballerup 2024 - Inseg. a squadre: 2ª
Ballerup 2024 - Inseg. individuale: 8ª
- Giochi olimpici

Rio de Janeiro 2016 - Inseguimento a squadre: 9ª
Tokyo 2020 - Inseguimento a squadre: vincitrice
Parigi 2024 - Cronometro: 13ª
Parigi 2024 - Inseguimento a squadre: 6ª

### Competizioni continentali
- Campionati europei su strada

Goes 2012 - Cronometro Under-23: 2ª
Olomouc 2013 - Cronometro Under-23: 5ª
Olomouc 2013 - In linea Under-23: ritirata
Nyon 2014 - Cronometro Under-23: vincitrice
Tartu 2015 - Cronometro Under-23: vincitrice
Tartu 2015 - In linea Under-23: 7ª
Plumelec 2016 - Cronometro Elite: 17ª
Glasgow 2018 - In linea Elite: ritirata
Alkmaar 2019 - Staffetta mista: 2ª
Alkmaar 2019 - Cronometro Elite: 6ª
Alkmaar 2019 - In linea Elite: 31ª
Plouay 2020 - In linea Elite: ritirata
Plouay 2020 - Staffetta mista: vincitrice
Trento 2021 - Staffetta mista: 2ª
Monaco di Baviera 2022 - In linea Elite: 49ª
Drenthe 2023 - Staffetta mista Elite: 3ª
Limburgo 2024 - Cronometro Elite: 7ª
Limburgo 2024 - Staffetta mista Elite: 2ª
- Campionati europei su pista

Panevėžys 2012 - Omnium: 6ª
Anadia 2014 - Inseg. individuale Under-23: vincitrice
Baie-Mahault 2014 - Inseg. individuale: 2ª
Atene 2015 - Inseg. a squadre Under-23: 2ª
Atene 2015 - Inseg. individuale Under-23: 3ª
Grenchen 2015 - Inseg. a squadre: 4ª
Glasgow 2018 - Inseg. a squadre: 3ª
Apeldoorn 2019 - Inseg. a squadre: 2ª
Grenchen 2021 - Inseg. a squadre: vincitrice
Grenchen 2021 - Inseg. individuale: 3ª
Monaco di Baviera 2022 - Inseg. a squadre: vincitrice
Monaco di Baviera 2022 - Inseg. individuale: vincitrice
Grenchen 2023 - Inseg. individuale: 3ª
Grenchen 2023 - Inseg. a squadre: 3ª
Apeldoorn 2024 - Inseg. a squadre: 3ª
Apeldoorn 2024 - Inseg. individuale: 9ª
Heusden-Zolder 2025 - Inseguimento a squadre: 2ª
Heusden-Zolder 2025 - Inseguimento individuale: 3ª